# Nesticus calilegua
Espèce
Nesticus calilegua est une espèce d'araignées aranéomorphes de la famille des Nesticidae.

## Distribution
Cette espèce se rencontre en Argentine dans les provinces de Jujuy, de Salta et de Cordoba et au Brésil dans l'État de Santa Catarina,.

## Description
Le mâle holotype mesure 2,96 mm et la femelle paratype 2,80 mm.

## Étymologie
Son nom d'espèce lui a été donné en référence au lieu de sa découverte, le parc national Calilegua.

## Publication originale
- Ott & Lise, 2002 : On Nesticus from meridional South America (Araneae, Nesticidae). Iheringia, Série Zoologia, vol. 92, no 4, p. 59-71 (texte intégral).